# Mohamed Amsif
Mohamed Amsif (en arabe : محمد أمسيف) né le 7 février 1989 à Düsseldorf est un footballeur international marocain évoluant en tant que gardien de but au FUS de Rabat en Botola Pro. Il possède également la nationalité allemande.

## Biographie

### Club
Né à Düsseldorf, il intègre le centre de formation du TuRU Düsseldorf et joue pour plusieurs clubs lors de son parcours junior comme Wuppertaler SV Borussia et le FC Schalke 04 et passe pro en 2008 avec le FC Schalke 04, mais quitte le club en 2010 car il n'a pas joué un seul match. Il prend la direction du FC Augsburg puis FC Union Berlin en D2 allemande. Il évolue actuellement dans le championnat marocain sous le maillot du FUS de Rabat.

### Sélection nationale
Il fut appelé pour la première fois en 2009 par Roger Lemerre mais n'entre pas en jeu. Alors que le gardien marocain Nadir Lamyaghri est retenu pour jouer la finale de la Ligue des Champions de la CAF, le coach belge Éric Gerets choisit le gardien de l'Olympique de Khouribga, Ahmed Mohamadina, et le gardien du FC Augsburg, Mohamed Amsif. Amsif effectue alors ses débuts en équipe du Maroc contre le Cameroun à la LG Cup, une compétition amicale. Auteur d'une excellente prestation, il encaisse un seul but et se fait élire meilleur gardien du tournoi. En février 2012, il est sélectionné par Eric Gerets sélectionneur belge de la sélection marocaine pour disputer la CAN 2012 au Gabon et en Guinée équatoriale, il est alors deuxième gardien après Nadir Lamyaghri. Il finit la compétition au 1er tour et joue le dernier match contre le Niger (victoire 1-0). En juin 2012, il dispute les Jeux olympiques d'été de 2012 à Londres avec l'équipe olympique du Maroc de football, éliminée dès le premier tour avec deux nuls face au Honduras (2-2) et l'Espagne (0-0) et une défaite contre le Japon (0-1). Actuellement, il est considéré comme le successeur de Nadir Lamyaghri au poste de gardien de but de l'équipe nationale du Maroc.
Le 15 juin 2013 au grand stade de Marrakech et contre la Gambie à l'occasion des qualifications pour la coupe du monde 2014, il commence le match en tant que titulaire.
Le 22 novembre 2021, il figure parmi les 23 sélectionnés de Houcine Ammouta pour prendre part à la Coupe arabe de la FIFA 2021.

## Statistiques

### En club
| Saison                | Club                  | Championnat           | Championnat | Championnat | Coupe(s) nationale(s) | Coupe(s) nationale(s) | Compétition(s) continentale(s) | Compétition(s) continentale(s) | Compétition(s) continentale(s) | Maroc | Maroc | Total | Total |
| Saison                | Club                  | Division              | M.          | B.          | M.                    | B.                    | Comp.                          | M.                             | B.                             | M.    | B.    | M.    | B.    |
| 2008-2009             | FC Schalke 04         | 1. Bundesliga         | -           | -           | -                     | -                     | -                              | -                              | -                              | -     | -     | 0     | 0     |
| 2009-2010             | FC Schalke 04         | 1. Bundesliga         | -           | -           | -                     | -                     | -                              | -                              | -                              | -     | -     | 0     | 0     |
| Sous-total            | Sous-total            | Sous-total            | -           | -           | -                     | -                     | -                              | -                              | -                              | -     | -     | 0     | 0     |
| 2009-2010             | FC Augsbourg          | 2. Bundesliga         | -           | -           | -                     | -                     | -                              | -                              | -                              | -     | -     | 0     | 0     |
| 2010-2011             | FC Augsbourg          | 2. Bundesliga         | 2           | -           | -                     | -                     | -                              | -                              | -                              | -     | -     | 2     | 0     |
| 2011-2012             | FC Augsbourg          | 1. Bundesliga         | 6           | 0           | 2                     | 0                     | -                              | 0                              | 0                              | 2     | 0     | 10    | 0     |
| 2012-2013             | FC Augsbourg          | 1. Bundesliga         | 17          | 0           | 0                     | 0                     | -                              | 0                              | 0                              | 1     | 0     | 18    | 0     |
| 2013-2014             | FC Augsbourg          | 1. Bundesliga         | 2           | 0           | 1                     | 0                     | -                              | 0                              | 0                              | 4     | 0     | 7     | 0     |
| Sous-total            | Sous-total            | Sous-total            | 25          | 0           | 3                     | 0                     | -                              | 0                              | 0                              | 7     | 0     | 35    | 0     |
| 2014-2015             | 1. FC Union Berlin    | 2. Bundesliga         | 6           | 0           | 1                     | 0                     | -                              | 0                              | 0                              | 1     | 0     | 8     | 0     |
| 2015-2016             | 1. FC Union Berlin    | 2. Bundesliga         | -           | -           | -                     | -                     | -                              | -                              | -                              | -     | -     | 0     | 0     |
| Sous-total            | Sous-total            | Sous-total            | 6           | 0           | 1                     | 0                     | -                              | 0                              | 0                              | 1     | 0     | 8     | 0     |
| 2016-2017             | IR Tanger             | Botola                | 24          | 0           | 6                     | 0                     | C1                             | 4                              | 0                              | 0     | 0     | 34    | 0     |
| Sous-total            | Sous-total            | Sous-total            | 24          | 0           | 6                     | 0                     | -                              | 4                              | 0                              | 0     | 0     | 34    | 0     |
| Total sur la carrière | Total sur la carrière | Total sur la carrière | 57          | 0           | 10                    | 0                     | -                              | 4                              | 0                              | 8     | 0     | 79    | 0     |

### En sélection
| 1 | 13 novembre 2011 | Grand Stade de Marrakech, Marrakech, Maroc           | Cameroun       | 1-1, 2-4tab | Coupe LG (en) 2011                |
| 2 | 31 janvier 2012  | Stade d'Angondjé, Libreville, Gabon                  | Niger          | 0-1         | Coupe d'Afrique 2012              |
| 3 | 15 juin 2013     | Grand Stade de Marrakech, Marrakech, Maroc           | Gambie         | 2-0         | Éliminatoires Coupe du monde 2014 |
| 4 | 14 août 2013     | Stade Ibn Batouta, Tanger, Maroc                     | Burkina Faso   | 1-2         | Match amical                      |
| 5 | 7 septembre 2013 | Stade Félix-Houphouët-Boigny, Abidjan, Côte d’Ivoire | Côte d'Ivoire  | 1-1         | Éliminatoires Coupe du monde 2014 |
| 6 | 11 octobre 2013  | Stade Adrar, Agadir, Maroc                           | Afrique du Sud | 1-1         | Match amical                      |
| 7 | 28 mai 2014      | Stade de l'Algarve, Faro, Portugal                   | Angola         | 0-2         | Match amical                      |
| 8 | 13 novembre 2014 | Stade Adrar, Agadir, Maroc                           | Bénin          | 6-1         | Match amical                      |

## Palmarès

### En sélection
Maroc A'
- Championnat d'Afrique des nations (CHAN)
  - Vainqueur : 2021